# U.S.S.スターゲイザー
U.S.S.スターゲイザー（U.S.S.Stargazer）は『新スタートレック』に登場する架空の宇宙船。惑星連邦宇宙艦隊所属のコンステレーション級探査艦。登録番号はNCC-2893。『新スタートレック』の主人公ジャン＝リュック・ピカード艦長が、エンタープライズDの艦長になる以前、最初に艦長職を勤めた艦である。
艦級名の「コンステレーション級」は、初代エンタープライズに代表される「コンスティテューション級」と発音が酷似しているのでしばしば間違えられる（後述）。なお、constitutionは「憲法」、constellationは「星座」という意味である。またstargazerは「星を見る人」という意味であり、この艦はスタートレックシリーズ屈指のロマンチックな艦級と艦名になっている。

## 概要
全長：310m　全幅：175m　重量：　デッキ数：15　乗員：535名
『新スタートレック』9話「復讐のフェレンギ人」に登場。同47話「限りなき戦い」において同じコンステレーション級艦のU.S.S.ハサウェイNCC-2593も登場する。
外見上の特徴としては第2船体がなく、厚みを3倍程度増したコンスティテューション級型の円盤部に、同じくコンスティテューション級型ワープナセルが船尾に4基直結されている姿をしている。船体のパーツやレジストリナンバーから23世紀末～24世紀初頭に建造された船であると推察されるが、明確な設定はない。
コンステレーション級は他に似たフォルムの艦がない「左右対称だけでなく上下対称」という独特の形状をしている。ワープナセルが4基ある艦は少数派で、他は『スタートレック:ヴォイジャー』に登場したU.S.S.プロメテウスNX-59650のプロメテウス級と、『スタートレック:ディスカバリー』に登場したU.S.S.ブランNCC-1422のカルデナス級などに見られる。またコンステレーション級にはミランダ級同様、ディフレクター盤がないため、ワープ中の航路のデブリ除去にはトラクタービームエミッタを代用しているとされている。

### 経歴
スターゲイザーは地球の月にあるコペルニクス造船所にて建造された。
2333年、前任の艦長の殉職を受け、当時ブリッジ士官であったジャン＝リュック・ピカード大尉がブリッジ指揮を執り、そのまま艦長に就任した（階級も大佐に昇進）。当時ピカード大佐は弱冠28歳であり、宇宙艦隊の最年少艦長となった。以降約22年間にわたってピカードが指揮を執る。
2355年、スターゲイザーはマクシア・ゼータ星系で所属未確認船（のちにフェレンギ船と判明）に攻撃を受けた。劣勢に立たされながらも、ワープドライブの短距離短時間の性質を利用したピカードマニューバー（後述）でこれを撃破する。しかしスターゲイザーの被害も甚大だったため遺棄せざるを得なくなった。
2364年、マクシアの戦いで息子を失ったフェレンギ人ボークは、遺棄されていたスターゲイザーを修復して贈呈するふりをして、先に攻撃を仕掛けたのはスターゲイザーであるかのように記録を偽装して汚名を着せようとする。さらにピカードを精神コントロールしてスターゲイザーでU.S.S.エンタープライズNCC-1701-Dに特攻をしかけさせた（TNG9話「復讐のフェレンギ人」）。
2401年時点では、エイサン・プライム軌道上の宇宙艦隊ミュージアムに展示されている（『スタートレック:ピカード』シーズン3）

### ピカード艦長のお気に入り
『新スタートレック（TNG）』の主人公ジャン＝リュック・ピカード艦長にとって、この艦は初めての自分の艦であり非常に思い入れが強く、TNG9話「復讐のフェレンギ星人」以来ことあるごとに言及している。
U.S.S.エンタープライズNCC-1701-Dの艦長室入口近くには金色に塗装されたスターゲイザーのミニチュアが艦長のデスクからよく見える位置に飾られており、ピカード艦長の思い入れの一端を見ることができる。なおこの模型には「NCC-7100」とのみ書かれており、厳密にはスターゲイザーではない。これは改装型初代エンタープライズのミニチュアを改造したインテリアで、9話のスターゲイザー登場以前から飾られている。
TNG130話「エンタープライズの面影」では、初代エンタープライズの機関主任であったモンゴメリー・スコット大佐にこう述べている。
「私が初めて艦長に就任したのは古いスターゲイザーという船だった。くたびれてパワーも出ないし飛行中今にもバラバラになりそうだった。誰が見てもどこから見ても今のエンタープライズの方が優れている。だがもう一度スターゲイザーを指揮できるなら、何もかも捨ててもいい」
『スタートレック:ピカード』ではスターゲイザー時代の船医がピカードに不治の病の宣告にシャトー・ピカードを訪れる。またPIC2-1話「スターゲイザー」では最新型に生まれ変わったスターゲイザーに乗船しこう述べている。
「スターゲイザーは初めて指揮した船だ。ああ、このスターゲイザーじゃないぞ。だが……ここに来ると自分の人生が一周まわったように思える」
「すごいな、私のスターゲイザーよりずいぶんと洒落てる。古くなって改修されるたびに若返るが私とはえらい違いだ」

### コンスティテューション級とコンステレーション級
前述の通りコンスティテューション級とコンステレーション級はよく間違えられ、スタートレック関連書籍の中でさえそれが見られる。通常、フィクションの世界であるテレビドラマでは似た名前は避ける。U.S.S.Valiantとして企画が進められていた宇宙艦が、U.S.S.Voyagerと頭文字が同じで紛らわしいという理由でU.S.S.Defiantに変更されたことからも明白である。
似た名前になってしまった経緯は、撮影中に急遽行われたスターゲイザーの艦級変更のため。TNG9話の撮影段階ではスターゲイザーはコンスティテューション級の設定であり、ラフォージの「コンスティテューション級の船です」という台詞のあるシーンも撮影済みだった（日本語吹き替えでは「中型の宇宙船です」）。しかしスターゲイザーの設定が変更になったため、吹き替え修正が不自然でない似た音の「コンステレーション級」となったのである。新たに設定された外見は艦長室に飾られていた模型と同じものが採用されたが、前述の通り模型とは異なるレジストリナンバーが設定された。

### リブート版に登場
劇場版13作目「スター・トレック BEYOND」の冒頭、U.S.S.エンタープライズNCC-1701が宇宙基地ヨークタウンに到着した直後にスポック中佐とウフーラ大尉の会話シーンがあるが、その時に「U.S.S.スターゲイザーNCC-2893が出航します」という基地内放送を聞くことができる。ただし映像は登場していない。

## デッキ構成
- 第1デッキ：ブリッジ
- 第2〜10デッキ：ワープ・コア
- 第3デッキ：上級士官専用食堂
- 第4〜7デッキ：船室
- 第7、8デッキ：植物園
- 第9デッキ：医療室
- 第9、10デッキ：貨物デッキ、シャトル格納庫、離着艦デッキ
- 第11、12デッキ：コンピューター・コア

## ピカードマニューバー（ピカード作戦）
ピカードマニューバーとは、2355年、マクシアの戦いでピカード艦長がとった戦術作戦。ごく短時間のワープドライブで交戦中のフェレンギ艦に急接近したことで、スターゲイザーが2隻になったように見せかけ、相手が混乱した隙をついてこれを撃破した。この戦術はワープを利用した分身の術であり、宇宙艦隊にも高く評価され艦隊アカデミーの教科書にも掲載された。
この作戦の登場は『新スタートレック』シーズン１の1987年であるが、33年を経て2020年『スタートレック：ピカード』10話「理想郷　後編」において引用され絶体絶命の状況を打開する戦術の基となり、往年のスタートレックファンを唸らせた。

### 概要
宇宙艦はワープドライブにより光速を超えたスピード、例えばワープ2では光速の10倍（秒速300万km）の速度での移動が可能であるが、敵艦が亜空間（超光速）センサーではなく肉眼でこちらの艦を認識していた場合、敵艦が見るこちらの艦影は光速（秒速30万km）で飛び込んでいったものである。
ピカード艦長はこのワープと肉眼の艦影認識の時間差を利用することを思いつく。
交戦中のスターゲイザーとフェレンギ艦は本来ワープなど必要のない数十万kmの距離にいたが、スターゲイザーは一瞬のワープでフェレンギ艦に急接近する。するとフェレンギ艦からはスターゲイザーが突然2隻になったように見えてしまったのである。つまりスターゲイザーがワープに入り姿を消す映像が、光速で宇宙空間を伝わって数十万km先のフェレンギ艦の肉眼に入るより先に、ワープ解除したスターゲイザーがフェレンギ艦の眼前に突然現れることでスターゲイザーが2隻になったように見え、フェレンギ艦を混乱させたのである。
ピカードマニューバーはトレッカーなら誰でも知る戦術であり、これを受けてMMORPG『スタートレック・オンライン』では、新たに有償実装されたスターゲイザーの準同型艦「Refit – Constellation class」に、戦闘中に短距離ワープした上に一瞬分身を作り出して敵を撹乱できるアイテム「Warp Burst Capacitor console」が装備された（このアイテムは、他の艦にも転用可能である）。
なお、日本語版吹替（TNG9話「復讐のフェレンギ星人」）では、「ピカード作戦」と訳されている。同エピソードでは、ワープ解除した勢いでそのまま敵艦へと突進する特攻に近い描写がされた。

## U.S.S.スターゲイザーNCC-82893
『スタートレック:ピカード』シーズン2において2400年にセーガン級宇宙艦U.S.S.スターゲイザーNCC-82893が、クリストバル・リオス艦長の指揮の下就航している。オリジナルのスターゲイザーをベースに25世紀初頭デザインとして生まれ変わり、細部のディティールに至るまでパワフルで精密かつスタイリッシュな船となっている。レジストリナンバーはエンタープライズのように「NCC-2893-A」とはならなかったが、「2893」を残しつつ最新鋭のNCC-80000台となるこれまでにない数字の継承をしている。
シーズン2からのショーランナーであるTerry Matalasによると、TNG9話で回収したスターゲイザー船体に大規模改修及び技術の追加をした船体であるという。しかしシーズン3に登場する宇宙艦隊ミュージアムには、修復されたコンステレーション級U.S.S.スターゲイザーNCC-2893が展示されている。